# Bursina borisbeckeri
Bursina borisbeckeri là một loài ốc biển, là động vật thân mềm chân bụng sống ở biển trong họ Bursidae.
Loài này được đặt tên theo vận động viên quần vợt người Đức, Boris Becker.
Sự khác biệt so với Bursina gnorima thì không chắc chắn lắm.

## Miêu tả
Loài này có kích thước giữa 30 mm và 52 mm
Loài này phân bố ở biển dọc theo Philippines.